# Bruno Kirby
Bruno Kirby (* 28. April 1949 in New York City als Bruno Giovanni Quidaciolu Jr.; † 14. August 2006 in Los Angeles) war ein US-amerikanischer Schauspieler.

## Leben
Bruno Kirby wurde als Sohn des Schauspielers Bruce Kirby geboren.
Er begann seine Filmkarriere 1971 im Filmdrama The Young Graduates. Im Jahr danach folgte eine Rolle in der Pilotfolge der Serie M*A*S*H und zwei Jahre später erlangte er eine größere Bekanntheit in der Rolle des jungen Peter Clemenza in Der Pate – Teil II und 1978 als Hauptdarsteller in dem Kultfilm Kurz vor den Ferien.
Seine größten Erfolge feierte er ab Mitte der 1980er Jahre in verschiedenen Komödien. So spielte er in Tin Men und Good Morning, Vietnam. Beide Filme entstanden unter der Regie von Barry Levinson. Es folgten Harry und Sally, wo er den besten Freund der Figur Harry spielt, und City Slickers – Die Großstadt-Helden, beide an der Seite von Billy Crystal. Langsam blieben die großen Rollen aus und der Part des Nicky im Film Donnie Brasco von 1997 war seine letzte große Filmrolle. Im Fernsehen blieb er durch diverse Gastrollen in Fernsehserien präsent. Unter anderem spielte er in Frasier, Verrückt nach dir und Homicide, wo er auch Regie führte.
2004 heiratete er die Schauspielerin Lynn Sellers. Bruno Kirby starb am 14. August 2006 an Leukämie, nachdem diese Krankheit erst kurz zuvor bei ihm diagnostiziert worden war.

## Filmografie

### Kino
- 1971: The Young Graduates
- 1973: The Harrad Experiment
- 1973: Superdad – Papa ist der Größte (Superdad)
- 1973: Zapfenstreich (Cinderella Liberty)
- 1974: Der Pate – Teil II (The Godfather Part II)
- 1976: Baby Blue Marine
- 1977: Zwischen den Zeilen (Between the Lines)
- 1978: Kurz vor den Ferien (Almost Summer)
- 1980: Blast – Wo die Büffel röhren (Where the Buffalo Roam)
- 1980: Der Grenzwolf (Borderline)
- 1981: Modern Romance – Muß denn Liebe Alptraum Sein? (Modern Romance)
- 1982: Flucht auf heißen Reifen (Kiss My Grits)
- 1984: Spinal Tap (This Is Spinal Tap)
- 1984: Birdy
- 1985: Flesh and Blood
- 1987: Tin Men
- 1987: Good Morning, Vietnam
- 1989: Singende Kumpels haben's schwer (Bert Rigby, You’re a Fool)
- 1989: Harry und Sally (When Harry Met Sally)
- 1989: Wir sind keine Engel (We’re No Angels)
- 1990: Freshman (The Freshman)
- 1991: City Slickers – Die Großstadt-Helden (City Slickers)
- 1992: Jimmy Hoffa (Hoffa)
- 1993: Catch the Fever Promotional Campaign (Kurzfilm)
- 1993: Golden Gate
- 1995: Jim Carroll – In den Straßen von New York (The Basketball Diaries)
- 1996: Heavenzapoppin'! (Kurzfilm)
- 1996: Sleepers
- 1997: Donnie Brasco
- 1999: A Slipping-Down Life
- 1999: Spy Games – Agenten der Nacht (Spy Games)
- 1999: Stuart Little (Sprechrolle)
- 2001: One Eyed King – Hell’s Kitchen (One Eyed King)
- 2003: Waiting for Ronald (Kurzfilm)
- 2003: The Trailer (Kurzfilm)
- 2004: Helter Skelter (Fernsehfilm)
- 2006: Played – Abgezockt (Played)

### Fernsehen
- 1969–1973: Room 222 (5 Folgen)
- 1972: The Super (10 Folgen)
- 1972: M*A*S*H (Pilotfolge 1x01)
- 1972: All My Darling Daughters (Fernsehfilm)
- 1973: Notruf California (Emergency!, Folge 2x18)
- 1973: Ein Sommer ohne Jungs (A Summer Without Boys, Fernsehfilm)
- 1974: Columbo (Folge 4x03)
- 1975: Kojak – Einsatz in Manhattan (Kojak, Folge 2x17)
- 1976: Delvecchio (Folge 1x05)
- 1979: Some Kind of Miracle (Fernsehfilm)
- 1979: Detective School (Folge 2x10)
- 1981: Junge Schicksale (ABC Afterschool Specials, Folge 9x06)
- 1981: Likely Stories, Vol. 1 (Fernsehfilm)
- 1982: Million Dollar Infield (Fernsehfilm)
- 1982: Fame – Der Weg zum Ruhm (Fame, Folge 2x11)
- 1983: Polizeirevier Hill Street (Hill Street Blues, Folge 4x10)
- 1984: Buchanan High (2 Folgen)
- 1988: Nitti – Der Bluthund (Nitti: The Enforcer, Fernsehfilm)
- 1989–1990: It’s Garry Shandling’s Show (8 Folgen)
- 1991: Geschichten aus der Gruft (Tales from the Crypt, Folge 3x03)
- 1992: Mastergate (Fernsehfilm)
- 1993: Perfect Crimes (Fallen Angels, Folge 1x02)
- 1993: Frasier (Folge 1x07)
- 1993–1998: Die Larry Sanders Show (The Larry Sanders Show, 5 Folgen)
- 1995: Homicide (Homicide: Life on the Street, Folge 3x20)
- 1996: Verrückt nach dir (Mad About You, Folge 5x09)
- 1999: 13 auf einen Streich (Happily Ever After, Folge 3x02, Sprechrolle)
- 2000: Eine amerikanische Tragödie – Die O.J. Simpson Story (American Tragedy, Fernsehfilm)
- 2001: Zwischen den Löwen (Between the Lions, Folge 2x01)
- 2004: Helter Skelter (Fernsehfilm)
- 2004: The Jury (Folge 1x10)
- 2006: Entourage (Folge 3x04)

### Als Regisseur
- 1995: Homicide (Fernsehserie, Folge Heartbeat)
- 2000: The Beat (Fernsehserie, Folge Cueca Solo)